# Droide (Star Wars)
Un droide (droid a l'original) és un robot de ficció que posseeix algun grau d'intel·ligència artificial en la franquícia de ciència-ficció de la guerra de les galàxies. Encunyat per l'artista d'efectes especials John Stears, el terme és una forma breujada d'"androide", una paraula al principi reservada pels robots dissenyats per semblar-se i actuar com un ésser humà.
La paraula original "droid" està registrada com marca de Lucasfilm Ltd des de l'any 1977.
La franquícia presenta una varietat de droides dissenyats per actuar en funcions específiques.

## Droides de protocol

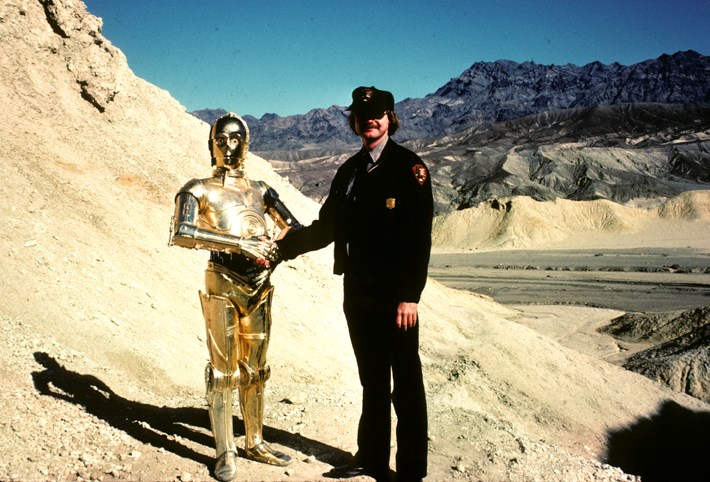
El droide de protocol C-3PO durant la filmació al Parc Nacional de la Vall de la Mort.

És un droide de protocol especialitza en traducció, etiqueta i costums culturals, i té un aspecte típicament humanoide.
L'exemple més notable a la franquícia és C-3PO, introduït a La guerra de les galàxia (posteriorment reanomenada afegint-hi Episodi IV: Una nova esperança) i present a les trilogies de seqüeles i preqüeles.
4-LOM és un droide de protocol convertit en caça-recompenses que respon a la crida de Darth Vader per capturar el Falcó Mil·lenari a L'Imperi Contraataca (1980).
TC-14 és un droide amb programació femenina que apareix a Episodi I: L'amenaça fantasma (1999).
EM-8D9 és un "antic droide de protocol de fabricació desconeguda" que fa de traductor per Maz Kanata i resideix al seu castell a Takodana a El despertar de la Força (2015).
AP-5 és un droide que apareix a partir del capítol "The Forgotten Droid" de la segona temporada de Star Wars Rebels. Servia de navegant per a la guerra de la República durant les Guerres Clon. Després de la formació de l'Imperi, va ser reassignat a inventari, complint les seves funcions sense queixar-se malgrat les amenaces i la falta de respecte dels seus comandants imperials. Després de trobar el rebel astromecànic Chopper, AP-5 va adonar-se que no havia de servir l'Imperi. Va ajudar a Chopper a escapar de la captura i va desertar amb els rebels, ajudant-los a trobar un refugi segur de les forces imperials.

## Droides astromecànics

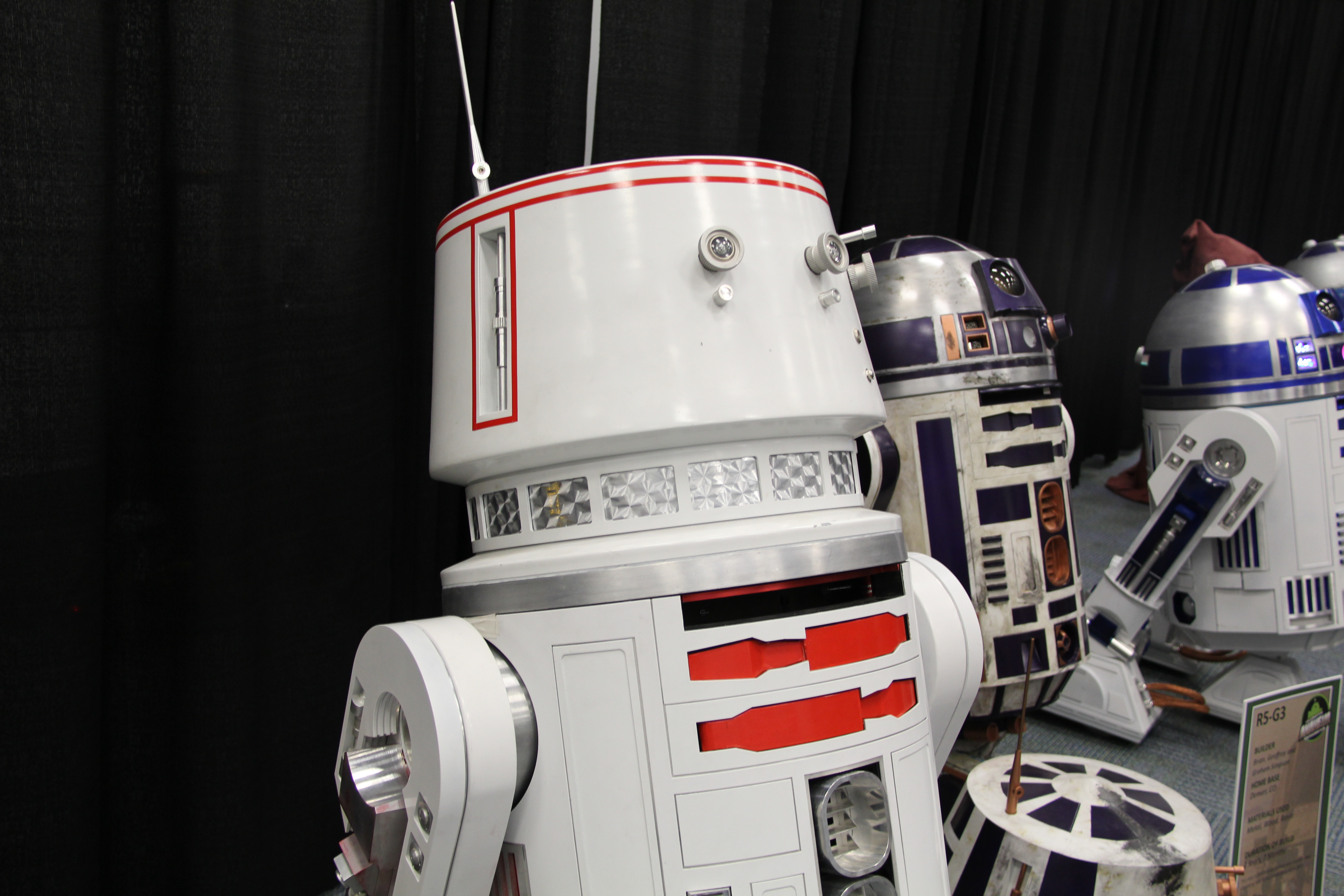
Rèpliques de droides astromecànics R5-D4 (esquerre) i R2-D2 (al fons), de la Star Wars Celebration de 2015.

Un droide astromecànic és un robot de sèrie d'utilitat versàtil generalment utilitzats pel manteniment i reparació de naus espacials i tecnologia relacionada. Aquests petits droides normalment posseïen "una varietat d'eines que es troben a diferents compartiments".

### Astromecànics de la sèrie R
La sèrie R era una línia de droides astromecànics de la que se'n coneixen cinc models, de R1 a R5. A l'univers llegendes estava creada per Industrial Automaton, formada per deu models: els droides de la sèrie P2 i els de la sèrie R1 a la R9. La sèrie R va establir diversos estàndards i paradigmes als que altres droides astromecànics s'hi adheririen més tard, com per exemple instal·lar-se eines de combat i tenir immenses habilitats de modificació i actualització del mercat. Eren molt comuns a tota la galàxia i, amb diferència, la sèrie de droides astromecànics més famosa i popular.
R2-D2 és un droide astromecànic i el màxim exponent d'aquest tipus de droides, introduït a la pel·lícula de 1977 Star Wars i presentat a totes les pel·lícules subsegüents.
El droide espatllat R5-D4 també fa una breu aparició a Star Wars.

### Altres droides astromecànics
U9-C4 és un timid droide enviat a una missió amb la D-Squad, una unitat especial formada íntegrament per droides a Star Wars: Clone Wars.
C1-10P, també conegut com a Chopper és un astromecànic moltes vegades reparat i un dels personatges habituals de Star Wars Rebels.
BB-8 és el droide astromecànic del pilot de X-wing Poe Dameron a El despertar de La Força.

## Droides de batalla
Un droide de batalla és una classe de robot militar utilitzat per ser fàcilment controlat com a alternativa a soldats humans, notablement vist en la trilogia de preqüela i a les sèries de televisió Star Wars: Clone Wars, en les que els models 'B1' i 'B2' són antagonistes freqüents. A causa de la seva ubiqüitat, els termes 'B1' i 'batalla droid' són utilitzats de manera intercanviable; els models 'B2' són també anomenat com 'super' droides de batalla.
Els models B1, alts i prims, s'assemblen a l'espècie de Geonosis que els va dissenyar, i són coneguts per "pateix fallades de programació que es manifesten com a curiositats de personalitat."
El model droideka és una unitat d'infanteria pesant amb tres-cames amb bessons blasters i tenen un generador d'escut de força. Altes múltiples tipus de droides de batalla han estat presentat en l'univers canònic de la guerra de les galàxies.
A les continuïtats de Star Wars Legends, HK-47 era un robot soldat humanoide, designat com assasí violent killer, que va aperèxer per primer cop al videojoc de 2003 Star Wars: Knights of the Old Republic.

## Droides mèdics
Un droide mèdic, també coneguts com a droide quirúrgic, és un tipus droide dissenyat per curar els éssers vius.
El droide quirúrgic de 2-1B va ser un model popular durant les Guerres Clon. Se'l va veure per primer cop a L'Imperi Contrataca.
AZI-3 és un droide mèdic servint els clonadors de Kamino que ajuda al soldat "Fives" i fa amistat amb ell.

## Altres droides

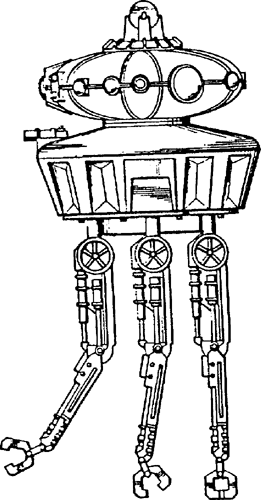
Croquis d'un droide sonda de joguina, dels documents de patent

Els droides sonda es van presentar per primer cop a L'Imperi Contrataca. Estan dissenyats especialment per a l'exploració i el reconeixement d'espais profunds i s'utilitzen en aplicacions científiques i militars. Caçadors i investigadors tenaços, els droides de sonda tenen una gran varietat de sensors, i els emprats per l'Imperi estan armats amb potents blasters i, en alguns models, escuts. En arribar a la seva ubicació de destinació, recopilen informació. Si s'enfronten després de completar la seva missió principal, aquests droides poden autodestruir-se. Les sondes imperials tenen forma aracnídica, amb un acabat de metall fosc, "ulls" de sensor bulbós i braços manipuladors de forma espessa.
A Star Wars: The Clone Wars es va presentar WAC-47, un droide programat com a pilot i enviat en una missió amb la unitat especial D-Squad, formada íntegrament per droides.
La novel·la de Movint Target: A Princess Leia Adventure de Cecil Castellucci i Jason Fregeix introdueix el droide PZ-4CO, a qui Leia Organa dicta les seves memòries. També apareix a El despertar de la Força (2015) i a Els últims Jedi.
La pel·lícula de 2016 Rogue One va presentar K-2SO, un droide imperial reprogramat per l'Aliança Rebel.

## Entre bastidors
Els droides es realitzen utilitzant una varietat de mètodes, incloent-hi la robòtica, els actors dins dels vestits (en un cas, sobre pilotes), i animació per ordinador.

## Marca registrada
Lucasfilm va enregistrar "droid" com a marca el 1977. El terme ha estat utilitzat per Verizon Wireless sota llicència de Lucasfilm, per la seva línia de telèfons intel·ligents basada en el sistema operatiu Android. El telèfon mòbil basat en Android de Google de finals de 2009 de Motorola es diu Droid. Aquesta línia de telèfon s'ha ampliat per incloure altres telèfons basats en Android publicats a Verizon, incloent l' HTC Droid Eris, l'HTC Droid Incredible, el Motorola Droid X, el Motorola Droid 2 i el Motorola Droid Pro. El terme també es va utilitzar per als projectes Lucasfilm EditDroid, un sistema d'edició no lineal i SoundDroid, una estació de treball d'àudio digital primerenca.
El nom "Omnidroid" va ser utilitzat amb permís de Lucasfilm per la pel·lícula de 2004 de Pixar, Els increïbles.